# チッペワ郡 (ミシガン州)
チッペワ郡（チッペワぐん、英: Chippewa County）は、アメリカ合衆国ミシガン州アッパー半島の東に突き出た位置にある郡である。2010年国勢調査での人口は38,520人であり、2000年の38,543人から0.06%減少した。郡庁所在地はスーセントマリー市（人口14,144人）であり、同郡で人口最大の都市でもある。

## 地理
アメリカ合衆国国勢調査局に拠れば、郡域全面積は2,697.98平方マイル (6,987.7 km2)であり、このうち陸地1,561.06平方マイル (4,043.1 km2)、水域は1,136.92平方マイル (2,944.6 km2)で水域率は42.14%である。
ミシガン子午線が郡東部を通っている。ナインマイル道路の南部、ミシガン州道129号線がこの子午線の上に重なる。スーセントマリー市では12番アベニューの北、メリディアン通りがこの子午線に一致している。

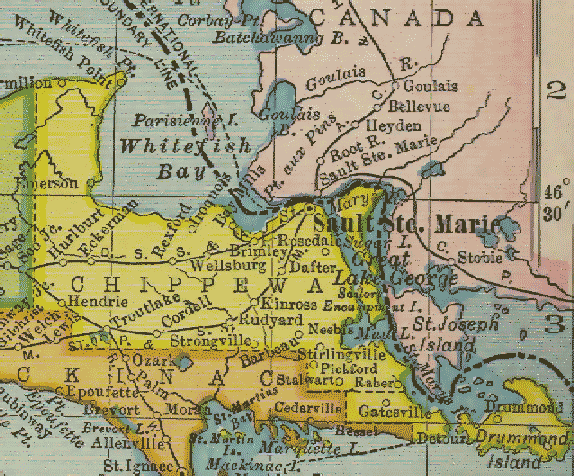
1904年のチッペワ郡とカナダ国境

### 主要高規格道路
- 州間高速道路75号線、カナダ国境のスーセントマリー国際橋で終わる
- ミシガン州道28号線
- ミシガン州道48号線
- ミシガン州道80号線
- ミシガン州道123号線
- ミシガン州道129号線
- ミシガン州道134号線
- ミシガン州道221号線
- 州間高速道路75号線産業道路、75号線からスーセントマリー市中心街に入る

### 郡指定道路
次の高規格道路はチッペワ郡道路委員会が郡道体系の一部として維持している。郡指定道路体系の一部としてミシガン州交通省が番号を割り振っている。
- チッペワ郡道40号線
- チッペワ郡道63号線、マキナック・トレイルを通る、元アメリカ国道2号線だったが、1962年に州間高速道路75号線に変わった

さらにアメリカ合衆国林野局と共に国定森林シーニック・バイウェイの1つであるホワイトフィッシュベイ国立森林景観側道を運営している。

### 隣接する郡
- カナダ、オンタリオ州アルゴマ地区 - 北東、東
- カナダ、オンタリオ州マニトゥーリン地区 - 東
- プレスクアイル郡 - 南東、ヒューロン湖の対岸
- マキナック郡 - 南、南西
- ルース郡 - 西

### 国立保護地域
- ハーバー島国立野生生物保護区
- ハイアワサ国立の森（部分）
- シーニー国立野生生物保護区のホワイトフィッシュ・ポイント・ユニット

### ミシガン州狩猟地域
ミュナスコング湾は狩猟、ボート、バードウォッチなどレクリエーション用途に開放されている。特にマガモ、アビ、コガモなど鴨猟で有名である。氷上釣りでも知られている。鴨猟シーズン開始期（9月後半）の週末には、州全体から数百人のハンターが集まってくる。この地域は多くの種類の水鳥が南北に渡っていく時に通過していく。

## 人口動態
以下は2010年国勢調査による人口統計データである。
| 基礎データ - 人口: 38,520人 - 世帯数: 14,329 世帯 - 家族数: 9,106 家族 - 人口密度: 10人/km2（25人/mi2） - 住居数: 21,253軒 - 住居密度: 5軒/km2（14軒/mi2） 人種別人口構成 - 白人: 71.5% - アフリカン・アメリカン: 6.5% - ネイティブ・アメリカン: 15.6% - アジア人: 0.6% - その他の人種: 0.1% - 混血: 4.5% - ヒスパニック・ラテン系: 1.2% | 年齢別人口構成 - 18歳未満: 20.2% - 18-24歳: 11.0% - 25-44歳: 26.5% - 45-64歳: 27.7% - 65歳以上: 14.6% - 年齢の中央値: 40歳 - 性比（女性100人あたり男性の人口） - 総人口: 122.7 - 18歳以上: 127.4 世帯と家族（対世帯数） - 18歳未満の子供がいる: 28.2% - 結婚・同居している夫婦: 47.5% - 未婚・離婚・死別女性が世帯主: 10.9% - 非家族世帯: 36.5% - 単身世帯: 29.5% - 平均構成人数 - 世帯: 2.34人 - 家族: 2.88人 | 収入と家計 - 収入の中央値 - 世帯: 39,351米ドル - 家族: 54,625米ドル - 性別 - 男性: 25,760米ドル - 女性: 16,782米ドル - 人口1人あたり収入: 19,334米ドル - 貧困線以下 - 対人口: 18.6% - 対家族数: 2.3% - 18歳未満: 26.0% - 65歳以上: 10.0% |

## 郡政府
郡政府は郡監獄の運営、地方道の維持、地方裁判所の運営、権利譲渡と抵当権設定記録など重要記録の維持、公衆衛生規制の管理、福祉など社会サービスの項目で州の施策への参加を行う。郡政委員会は予算を管理するが、法や条例を作るのは限定付き権限である。ミシガン州では、警察と消防、建設と区画割、税評価、街路維持など地方政府の大半機能は個々の都市と郡区の責任である。

## 郡区
チッペワ郡は下記16の郡区に分割されている。

| - ベイミルズ - ブルース - チッペワ - ダフター - ディトゥア | - ドラモンド - ハルバート - キンロスチャーター | - ピックフォード - レイバー - ルディアード - スー - シュガーアイランド | - スペリオル - トラウトレイク - ホワイトフィッシュ |

## 都市と町

### 市
- スーセントマリー - 郡庁所在地

### 村
- ディトゥアビレッジ

### 未編入の町
| - バーボー - ベイミルズ - ベイミルズ・インディアンコミュニティ | - ブリムリー - ダフター - ドラモンド | - ケルドン - キンチーロー - パラダイス | - ピックフォード - ルディアード - スターリングビル |